# Eretizontins
Els eretizontins (Erethizontinae) són una subfamília de rosegadors del grup dels histricomorfs. Hi pertanyen 18 espècies vivents, que viuen gairebé totes a Meso-amèrica o Sud-amèrica. L'excepció és el porc espí nord-americà, l'espècie més coneguda, que tal com indica el seu nom viu a Nord-amèrica. Els animals d'aquest grup són parcialment o completa arborícoles.

## Taxonomia
La subfamília va ser descrita per primera vegada el 1845 per Charles Lucien Bonaparte, un nebot de Napoleó Bonaparte.
Gèneres:
- Coendou
- Disteiromys †
- Eosteiromys †
- Hypsosteiromys †
- Erethizon
- Neosteiromys †
- Parasteiromys †
- Protosteiromys †
- Steiromys †